# Référendum constitutionnel syrien de 1953
Le référendum constitutionnel syrien de 1953 est une consultation populaire organisée le 10 juillet 1953 sous Adib Chichakli après qu'un projet de constitution, élaboré au conseil des ministres, eut été rendu public le 21 juin 1953.

« Le même jour, il a été annoncé, par décret no 151, que le peuple syrien, hommes et femmes, aurait, d'une part, à se prononcer le 10 juillet sur ce projet par plébiscite, d'autre part, à désigner, au scrutin secret et direct, le président de la République. »

La Constitution est adoptée par la quasi-totalité des votants, tandis qu'Adib Chichakli est élu président par 861 910 voix contre 2 515, soit par 99,7 % des votants,.

## Résultats
| Choix                     | Votes   | %     |
| ------------------------- | ------- | ----- |
| Pour                      | 861 152 | 99,69 |
| Contre                    | 2 713   | 0,31  |
|                           |         |       |
| Votes valides             | 863 865 | 99,94 |
| Votes blancs et invalides | 560     | 0,06  |
| Total                     | 864 425 | 100   |
| Abstentions               | 130 992 | 13,16 |
| Inscrits / Participation  | 995 417 | 86,84 |